# Nowinki (województwo łódzkie)
Nowinki – wieś w Polsce położona w województwie łódzkim, w powiecie piotrkowskim, w gminie Ręczno.
W latach 1975–1998 miejscowość położona była w województwie piotrkowskim.